# Christophe de Danemark
Pour les articles homonymes, voir Valdemar.
Christophe de Danemark (en danois : Christoffer Valdemarsen) est un prince danois né vers 1341/1344 et mort le 11 juin 1363. Fils du roi Valdemar IV et de son épouse Hedwige de Schleswig, il est l'héritier présomptif et reçoit le titre de duc de Lolland en 1359.

## Biographie
Le prince Christophe apparaît dans les sources en 1354/1355. En 1358, il est envoyé par son père à Nyborg afin de négocier avec les habitants du Jutland révoltés. Au cours des années suivantes, il entre au conseil du roi et est associé aux décisions gouvernementales. En 1359, il est nommé duc de Lolland et reçoit également le titre d'héritier présomptif ; son sceau porte l'inscription : « Héritier du royaume du Danemark et duc de Lolland ». Il est présent avec son père lors de la grande assemblée nationale de Kalundborg qui se tient à la Pentecôte 1360 quand les Landfrieden font le serment au roi et à son héritier de maintenir les anciennes lois et coutumes du royaume.
En 1362, Christophe participe activement à la fin de la reconquête de la Scanie entreprise par son père. Il est blessé lors de la bataille d'Helsingborg contre les forces de la ligue Hanséatique. Les chroniqueurs germaniques ne précisent pas l'origine de la blessure qui est infligée au jeune prince, mais le chroniqueur suédois Henrik Smith du début du XVIe siècle indique que Christophe a été touché par un projectile en combattant sur mer. Selon le Nordisk familjebok, Christophe est blessé à la tête par un jet de pierre, ce qui provoque ensuite chez lui des désordres mentaux. Lorsque la guerre se poursuit dans le Småland, Christophe se retire dans le Halland avant de mourir de maladie l'année suivante à Copenhague. Bien que sa mort soit souvent considérée comme une conséquence de sa blessure, l'origine exacte de sa maladie n'est pas certaine.
Christophe est le fils unique de Valdemar IV, et sa disparition est sans doute un coup très rude pour le roi qui est contraint de réorganiser sa succession en faveur de sa fille cadette Marguerite Ire, qui a opportunément épouse le 9 avril 1363 le roi de Norvège Håkon VI, héritier potentiel du royaume de Suède. Ce mariage est à l'origine de l'union de Kalmar entre les trois royaumes scandinaves.
Au lieu d'être inhumé à l'abbaye de Sorø comme ses parents, Christophe repose à la cathédrale de Roskilde avec sa sœur, la reine Marguerite. Son sarcophage est surmonté d'une effigie en albâtre du prince, qui est représenté en jeune chevalier portant armure complète et bijoux, avec les armoiries du Danemark, du Halland et du Lolland. Détruite lors de la Réforme, cette effigie est restaurée en 1879 par le sculpteur Vilhelm Bissen à partir de ses décombres.